# The Curse of Eve
Pour plus de détails, voir Fiche technique et Distribution.
The Curse of Eve est un film muet américain réalisé par Frank Beal et sorti en 1917.

## Fiche technique
- Titre : The Curse of Eve
- Réalisation : Frank Beal
- Scénario : Joseph Anthony Roach, d'après une histoire de Wycliffe A. Hill
- Photographie : William C. Thompson
- Musique : Louis F. Gottschalk (musique originale)
- Producteur :
- Société de production : Corona Cinema Corporation
- Société de distribution : Webster Pictures
- Pays de production :  États-Unis
- Langue : Anglais
- Format : Noir et blanc — 35 mm — 1,33:1 — Muet
- Genre : Film dramatique
- Durée : 60 minutes
- Date de sortie : 
  - États-Unis : octobre 1917

## Distribution
- Enid Markey : Eva Stanley
- Edward Coxen : John Gilbert
- Jack Standing : Leo Spencer
- Eugenie Besserer : la mère
- William Quinn : Docteur Butler
- G. Raymond Nye : l'avocat
- Clarissa Selwynne : Marie
- Elsie Greeson
- Marion Warner
- Artur Allard
- Grace Thompson